# Lycosa implacida
Lycosa implacida är en spindelart som beskrevs av Hercule Nicolet 1849. Lycosa implacida ingår i släktet Lycosa och familjen vargspindlar. Inga underarter finns listade i Catalogue of Life.